# IJmeer
Het IJmeer is een randmeer in Nederland.

## Ligging
Het ligt tussen de polder De Nes (gemeente Waterland), Pampushaven, de Hollandse Brug en de monding van het IJ bij IJburg, verdeeld over de provincies Noord-Holland en Flevoland. Het is een belangrijk rustgebied voor vogels. In noordoostelijke richting gaat het over in het Markermeer en in zuidoostelijke richting in het Gooimeer.
Het IJmeer heeft een oppervlakte van ca. 80 km² en is gemiddeld 2,6 meter diep en in de vaargeulen circa zes meter. Het deel tussen Muiden en het eiland Pampus is echter veel dieper, gemiddeld 10 à 14 meter, en een diepste punt van 28 meter.

## Aanleg van IJburg
Sinds 1999 worden eilanden opgespoten voor de Amsterdamse nieuwbouwwijk IJburg. De eerste woningen kwamen gereed in 2002 op het Haveneiland. Daarnaast zijn er Steigereiland, de Rieteilanden, Centrumeiland, Strandeiland en in aanleg het Buiteneiland.

## Verdere plannen met het IJmeer
In 2006 hebben de Raad voor Verkeer en Waterstaat en de VROM-raad een gezamenlijk advies uitgebracht, waarin staat dat Amsterdam en Almere moeten uitgroeien tot een dubbelstad met het IJmeer als centraal park. Mede in het kader hiervan heeft Almere plannen bekendgemaakt om woonwijken in het IJmeer te bouwen, waardoor Amsterdam en Almere 'naar elkaar toe' zouden groeien.
 De Europese Commissie heeft positief gereageerd op de plannen om buitendijks bouwen te combineren met verbetering van de ecologische verbetering van het Markermeer-IJmeer.
Er worden verder plannen uitgewerkt voor een IJmeerverbinding tussen Amsterdam en Almere, dwars door het IJmeer via IJburg en het geplande Almere Pampus. Bij de meeste varianten wordt hierbij uitgaan van een brug met een gecombineerde openbaar vervoerverbinding (metro of RER-achtig) en wegverbinding.

## Eilanden
In het IJmeer ligt een aantal eilanden:
- De Drost
- Hooft
- Pampus
- Vuurtoreneiland
- Warenar

- Steigereiland (IJburg)
- Haveneiland (IJburg)
- Rieteilanden (IJburg)
- Centrumeiland (IJburg)
- Strandeiland (IJburg)
- Buiteneiland (IJburg)